# Žan Celar
Žan Celar, född 14 mars 1999 i Kranj, är en slovensk fotbollsspelare (anfallare) som spelar för Lugano och Sloveniens landslag.

## Landslagskarriär
Celar debuterade för Sloveniens landslag den 14 november 2021 i en 2–1-vinst över Cypern.